# Seznam zápasů maďarské fotbalové reprezentace na MS
Maďarská fotbalová reprezentace byla celkem 9x na mistrovstvích světa ve fotbale a to v letech 1934, 1938, 1954, 1958, 1962, 1966, 1978, 1982, 1986
- Aktualizace po MS 1986 - Počet utkání - 32 - Vítězství - 15x - Remízy - 3x - Prohry - 14x

| Číslo | Soupeř         | Výsledek   | MS      | Fáze turnaje             | Góly Maďarska                                                                                     |
| ----- | -------------- | ---------- | ------- | ------------------------ | ------------------------------------------------------------------------------------------------- |
| 1.    | Egypt          | 4 – 2      | MS 1934 | první kolo               | Pál Teleki, Géza Toldi (2), Jenő Vincze                                                           |
| 2.    | Rakousko       | 1 – 2      | MS 1934 | čtvrtfinále              | György Sárosi (penalta)                                                                           |
| 3.    | Indonésie      | 6 – 0      | MS 1938 | základní skupina         | Vilmos Kohut, Géza Toldi, György Sárosi (2), Gyula Zsengellér (2)                                 |
| 4.    | Švýcarsko      | 2 – 0      | MS 1938 | čtvrtfinále              | György Sárosi, Gyula Zsengellér                                                                   |
| 5.    | Švédsko        | 5 – 1      | MS 1938 | semifinále               | Gyula Zsengellér (3), Pál Titkos, György Sárosi                                                   |
| 6.    | Itálie         | 2 – 4      | MS 1938 | finále                   | Pál Titkos, György Sárosi                                                                         |
| 7.    | Jižní Korea    | 9 – 0      | MS 1954 | základní skupina B       | Ferenc Puskás (2), Mihály Lantos, Sándor Kocsis (3) Zoltán Czibor, Péter Palotás (2)              |
| 8.    | Německo        | 8 – 3      | MS 1954 | základní skupina B       | Sándor Kocsis (4), Ferenc Puskás, Nándor Hidegkuti (2), József Tóth                               |
| 9.    | Brazílie       | 4 – 2      | MS 1954 | čtvrtfinále              | Nándor Hidegkuti, Sándor Kocsis (2), Mihály Lantos (penalta)                                      |
| 10.   | Uruguay        | 4 – 2 (PP) | MS 1954 | semifinále               | Zoltán Czibor, Nándor Hidegkuti, Sándor Kocsis (2)                                                |
| 11.   | Německo        | 2 – 3      | MS 1954 | finále                   | Ferenc Puskás, Zoltán Czibor                                                                      |
| 12.   | Wales          | 1 – 1      | MS 1958 | základní skupina C       | József Bozsik                                                                                     |
| 13.   | Švédsko        | 1 – 2      | MS 1958 | základní skupina C       | Lajos Tichy                                                                                       |
| 14.   | Mexiko         | 4 – 0      | MS 1958 | základní skupina C       | Lajos Tichy (2), Károly Sándor, József Bencsics                                                   |
| 15.   | Wales          | 1 – 2      | MS 1958 | dodatečný zápas o postup | Lajos Tichy                                                                                       |
| 16.   | Anglie         | 2 – 1      | MS 1962 | základní skupina D       | Lajos Tichy, Flórián Albert                                                                       |
| 17.   | Bulharsko      | 6 – 1      | MS 1962 | základní skupina D       | Flórián Albert (3), Lajos Tichy (2), Ernő Solymosi                                                |
| 18.   | Argentina      | 0 – 0      | MS 1962 | základní skupina D       | Ne                                                                                                |
| 19.   | Československo | 0 – 1      | MS 1962 | čtvrtfinále              | Ne                                                                                                |
| 20.   | Portugalsko    | 1 – 3      | MS 1966 | základní skupina C       | Ferenc Bene                                                                                       |
| 21.   | Brazílie       | 3 – 1      | MS 1966 | základní skupina C       | Ferenc Bene, János Farkas, Kálmán Mészöly (penalta)                                               |
| 22.   | Bulharsko      | 3 – 1      | MS 1966 | základní skupina C       | Ivan Davidov (vlastní BUL), Kálmán Mészöly, Ferenc Bene                                           |
| 23.   | Sovětský svaz  | 1 – 2      | MS 1966 | čtvrtfinále              | Ferenc Bene                                                                                       |
| 24.   | Argentina      | 1 – 2      | MS 1978 | základní skupina 1       | Károly Csapó                                                                                      |
| 25.   | Itálie         | 1 – 3      | MS 1978 | základní skupina 1       | András Tóth                                                                                       |
| 26.   | Francie        | 1 – 3      | MS 1978 | základní skupina 1       | Sándor Zombori                                                                                    |
| 27.   | Salvador       | 10 – 1     | MS 1982 | základní skupina 3       | Tibor Nyilasi (2), Gábor Pölöskei, László Fazekas (2) József Tóth, László Kiss (3), Lázár Szentes |
| 28.   | Argentina      | 1 – 4      | MS 1982 | základní skupina 3       | Gábor Pölöskei                                                                                    |
| 29.   | Belgie         | 1 – 1      | MS 1982 | základní skupina 3       | József Varga                                                                                      |
| 30.   | Sovětský svaz  | 0 – 6      | MS 1986 | základní skupina C       | Ne                                                                                                |
| 31.   | Kanada         | 2 – 0      | MS 1986 | základní skupina C       | Márton Esterházy, Lajos Détári                                                                    |
| 32.   | Francie        | 0 – 3      | MS 1986 | základní skupina C       | Ne                                                                                                |